# Valeriana eriophylla
Valeriana eriophylla är en kaprifolväxtart som först beskrevs av Carl Friedrich von Ledebour, och fick sitt nu gällande namn av Utkin. Valeriana eriophylla ingår i släktet vänderötter, och familjen kaprifolväxter. Inga underarter finns listade i Catalogue of Life.